# Isabel de Nassau-Dillenburg
Isabel de Nassau-Dillenburg (Dillenburg, 25 de septiembre de 1542 - Dillenburg, 18 de noviembre de 1603) fue una hija del conde Guillermo I de Nassau-Dillenburg y de Juliana de Stolberg, y fue una de las hermanas de Guillermo el Taciturno.

## Matrimonio e hijos
El 16 de junio de 1559, contrajo matrimonio con el conde Conrado de Solms-Braunfels. Tuvieron los siguientes hijos:
- Juan Alberto I (5 de marzo de 1563-14 de mayo de 1623), desposó a la condesa Inés de Sayn-Wittgenstein. Fueron los padres de Amalia de Solms-Braunfels.
- Felipe Federico (13 de octubre de 1560-26 de junio de 1567).
- Juliana (5 de febrero de 1562-19 de febrero de 1563).
- Everardo (11 de enero de 1565-12 de febrero de 1596).
- Isabel (18 de marzo de 1566-28 de julio de 1570).
- Ernesto (18 de noviembre de 1568-24 de agosto de 1595).
- Guillermo I (18 de abril de 1570-3 de febrero de 1635), desposó a María Amalia de Nassau-Dillenburg.
- Otón (3 de enero de 1572-23 de julio de 1610).
- Reinardo (27 de marzo de 1573-16 de mayo de 1630), desposó en primeras nupcias a Walburga Anna de Daun y, en segundas nupcias, a Isabel de Salm.
- Felipe (29 de marzo de 1575-20 de enero de 1628).
- Juliana (7 de mayo de 1578-16 de abril de 1630), desposó al conde Luis II de Sayn-Wittgenstein.
- Ana Isabel (15 de abril de 1580-18 de agosto de 1580).
- Enrique (10 de marzo de 1582-23 de abril de 1602).
- Ana María (3 de enero de 1585-19 de junio de 1586).

Amalia de Solms-Braunfels, hija de su hijo mayor Juan Alberto I, se casó con su sobrino, el príncipe Federico Enrique de Orange.
María Amalia de Nassau-Dillenburg, la segunda esposa de su hijo Guillermo I, era la hija del hermano de Isabel, el conde Juan VI de Nassau-Dillenburg, de su segundo matrimonio con Cunegunda Jacoba del Palatinado-Simmern, de tal modo que Isabel era tanto tía de María como su suegra.
- Datos: Q3241152
- Multimedia: Elisabeth of Nassau-Dillenburg, Countess of Solms-Braunfels / Q3241152